# Чанор
Чано́р (тадж. Чанор) — село у складі Хатлонської області Таджикистану. Входить до складу джамоату імені Худойора Раджабова Восейського району.
Назва означає платан, чинар. Колишня назва — Чинор.
Населення — 713 осіб (2010; 698 в 2009).